# Linia kolejowa Szawle – Janiszki
Linia kolejowa Szawle – Janiszki – linia kolejowa na Litwie łącząca stację Szawle ze stacją Janiszki i z granicą państwową z Łotwą.
Linia na całej długości jest niezelektryfikowana i jednotorowa.

## Historia
Linia została wybudowana przez okupacyjne wojska niemieckie w 1915 jako część połączenia Jełgawy z Tylżą. Początkowo leżała na okupowanych terenach Imperium Rosyjskiego, w latach 1918 - 1940 położona była na Litwie, następnie w Związku Sowieckim (1940 - 1991). Od 1991 ponownie znajduje się w granicach niepodległej Litwy.